# Revolta îngerilor
Revolta îngerilor (în franceză La Révolte des anges) este un roman scris de Anatole France și care a fost publicat în 1914. 

## Rezumat
Îngerii care se răzvrătesc împotriva lui Dumnezeu coboară pe pământ, tocmai la Paris, pentru a pregăti o lovitură de stat care să-l readucă pe tronul cerului pe cel care uneori este numit diavolul, dar care este îngerul luminii, simbolul cunoașterii eliberatoare... Necazurile îngerilor din Parisul celei de-a treia republici sunt prilejul unei critici sociale acerbe. În cele din urmă, Lucifer va renunța să-L detroneze pe Dumnezeu, pentru că astfel Lucifer ar deveni Dumnezeu și își va pierde influența asupra gândirii celor eliberați.

## Analiză
Romanul folosește un cadru fantastic pentru a aborda o serie de teme dragi lui Anatole France: critica la adresa Bisericii Catolice, a armatei și a complicității acestor două instituții. Ironia este adesea foarte ascuțită și întotdeauna eficientă.

## Traduceri
- France, Anatole - Revolta îngerilor, Editura: Cugetarea (Georgescu Delafras), în română de Ion Pas si H. Iulian. Probabil anii 1920-1930.
- France, Anatole - Revolta îngerilor, Editura Dacia, Cluj-Napoca 1978, în română de Virgil Bulat